# María José Vargas
María José Vargas Agudelo (Medellín, 22 de julio de 2001) es una actriz colombiana. Conocida por su papel de Yeimy en La reina del flow, Yurani en Lady, la vendedora de rosas, Juliana en Francisco el matemático y Ruth en Noobees. Es hermana de la también actriz Yuri Vargas.

## Biografía
Nació el 22 de julio del 2001 en la ciudad de Medellín en Colombia. 
Comenzó su carrera a los 10 años de edad, debutando en la telenovela Tres Milagros, en 2011. 
A esto han seguido otros programas, como Contra el destino (2011), Las santísimas (2012), Comando élite (2013) y La viuda negra (2013).
En 2015 apareció en la serie de televisión Lady, la vendedora de rosas, interpretando el papel de Yurani siendo niña. 
En este mismo año aparece en el programa de televisión de Taggeados, interpretando a Emilia.
En 2017 apareció en la serie Francisco el matemático haciendo el papel de Juliana.
En 2018 interpretó a Yeimy Montoya joven en La reina del flow.
En el 2019 interpretó a Manuelita Saenz en su etapa juvenil en la serie de Bolívar.

## Vida privada
Anteriormente mantuvo una relación sentimental con el actor argentino Julián Cerati quien es el sobrino del cantante Gustavo Cerati.
Actualmente mantiene una relación sentimental con el actor y modelo Juan Manuel Restrepo.

## Filmografía

### Televisión
| Año       | Título                              | Papel                                        | Canal              |
| --------- | ----------------------------------- | -------------------------------------------- | ------------------ |
| 2024-2025 | Darío Gómez, el rey del despecho    | Olga Lucia Arcila Araque (Joven)             | Prime Video        |
| 2023      | Te quiero y me duele                | Romina Guerrero                              | Max                |
| 2023      | Tía Alison                          | Dakota Rodríguez Párraga                     | Canal RCN          |
| 2022      | Las Villamizar                      | Isabela Francisca Dominga Villamizar Montero | Caracol Televisión |
| 2021      | El Cartel de los Sapos: el origen   | Presentadora de noticias                     | Netflix            |
| 2021      | Chichipatos                         | Rosalba / La Monja                           | Netflix            |
| 2019      | Bolívar                             | Manuelita Sáenz (Etapa juvenil)              | Caracol Televisión |
| 2018-2020 | Noobees                             | Ruth Olivera                                 | Nickelodeon        |
| 2018      | La reina del flow                   | Yeimy Montoya Vélez (Etapa juvenil)          | Caracol Televisión |
| 2018      | Garzón                              | Natasha Fonseca                              | Canal RCN          |
| 2017      | Francisco el matemático: Clase 2017 | Juliana Largo                                | Canal RCN          |
| 2016-2017 | Cuando vivas conmigo                | Armida López (Etapa juvenil)                 | Caracol Televisión |
| 2015      | Lady, la vendedora de rosas         | Yurani Bueno Restrepo (Etapa infantil)       | Canal RCN          |
| 2015      | Taggeados                           | Emmilia                                      | Caracol Televisión |
| 2014      | La viuda negra                      | Griselda Blanco (Etapa infantil)             | Univision          |
| 2014      | Contra el destino                   | Marcela                                      | Canal RCN          |
| 2013-2014 | Comando élite                       | Valentina Henao                              | Canal RCN          |
| 2012-2013 | Las santísimas                      | Sandra                                       | MundoFox           |
| 2011      | Tres Milagros                       | Milagros Rendón (etapa infantil)             | Canal RCN          |

### Cine
| Año  | Título                               | Personaje          | Nota    |
| ---- | ------------------------------------ | ------------------ | ------- |
| 2024 | Vida Marina (Corto)                  | Jessica            |         |
| 2023 | Voice of shadows                     | Celeste            |         |
| 2020 | Chichipatos: ¡Qué chimba de Navidad! | Rosalba ‘La Monja’ | Netflix |
| 2018 | Lo que siento por ti                 | Ella Misma         |         |

## Premios y nominaciones

### Premios India Catalina
| Año  | Categoría                                                   | Producción        | Resultado |
| ---- | ----------------------------------------------------------- | ----------------- | --------- |
| 2019 | Mejor talento infantil de la industria audiovisual nacional | La reina del flow | Ganadora  |

### Premios TVyNovelas
| Año  | Categoría                                     | Producción  | Resultado |
| ---- | --------------------------------------------- | ----------- | --------- |
| 2018 | Mejor actriz de reparto de telenovela o serie | Garzón vive | Nominada  |

### Kids' Choice Awards Colombia
| Año  | Categoría    | Producción | Resultado |
| ---- | ------------ | ---------- | --------- |
| 2017 | Chica Trendy | —          | Nominada  |